# 坊ヶ池
坊ヶ池（ぼうがいけ）は、新潟県上越市清里区青柳にあるため池である。満水時の面積約12ヘクタール、湖の周囲約1.7キロメートル、水量約210万立方メートルである。最大水深は33メートルで、新潟県の自然湖の中で最も深い。坊ヶ池は信越トレイル（関田山脈）の伏流水を利用し江戸時代に農業用水のため池として築堤し、現在も約260ヘクタールの水田灌漑を行っている。2010年（平成22年）3月25日に農林水産省のため池百選に選定された。

## 坊太郎伝説（竜神伝説）
坊ヶ池の名は、伝説に登場する竜神の子ども「坊太郎」からきている
毎年5月8日に、「坊ヶ池のまつり」として湖畔の弁財天を祀る神事が行われている。

## 坊ヶ池湖畔公園
周辺は湖畔公園として整備されており宿と公共浴場の「山荘京ヶ岳」、レストランの「フォークハウス湖畔」、天文台とプラネタリウムの「上越清里星のふるさと館」、キャンプ場、「清里歴史民俗資料」、県の森林浴百選に選定された周辺の森林など、多くの人が訪れる憩いの場となっている。

## アクセス

### 道路
- 新潟県道198号青柳高田線青柳